# Ongewoon
Ongewoon is een Nederlandstalig nummer van de Belgische actrice-zangeres Pommelien Thijs. Het nummer werd op 17 april 2022 uitgebracht in België en werd een radio-hit. Het nummer werd gekozen als MNM-Big Hit, en kwam een week later binnen op plaats 16 in de Ultratop 50. Enkele weken later steeg het nummer door naar de eerste plaats. Het werd zo Pommeliens tweede nummer 1-hit en haar eerste solo nummer 1-hit.
Het nummer kreeg vooral veel media-aandacht door de videoclip van het nummer. In de videoclip kust de zangeres met een meisje (Flo Windey), waardoor ze vooral het taboe voor jongeren wou verbreken. Het was in feite een primeur, gezien de zangeres nooit veel prijsgaf rond haar geaardheid. De single zelf gaat ook over de eerste keer dat ze gevoelens kreeg voor een meisje.
Pommelien bracht het nummer verschillende keren live, waaronder tijdens Tien om te Zien. 

## Prijzen en nominaties
| Jaar | Prijs                      | Categorie           | Resultaat   |
| ---- | -------------------------- | ------------------- | ----------- |
| 2022 | Radio 2 Zomerhit           | Zomerhit            | Genomineerd |
| 2022 | Q-Pop                      | Hit van het jaar BE | Genomineerd |
| 2022 | Music Industry Awards      | Beste videoclip     | Genomineerd |
| 2022 | Music Industry Awards      | Hit van het jaar    | Gewonnen    |
| 2022 | Het gala van de gouden K's | Hit van het jaar    | Gewonnen    |

## Hitnoteringen

### Ultratop 50 Vlaanderen
| Positie: | 16 | 10 | 4  | 4  | 5  | 6  | 5  | 4  | 4  | 3  | 9   | 5  | 4   | 4  | 4  | 2   |
| Week:    | 17 | 18 | 19 | 20 | 21 | 22 | 23 | 24 | 25 | 26 |     | 27 |     | 28 | 29 |     |
| Positie: | 1  | 2  | 6  | 4  | 4  | 4  | 28 | 23 | 34 | 43 | uit | 49 | uit | 36 | 50 | uit |